# Turquestan (ciutat)

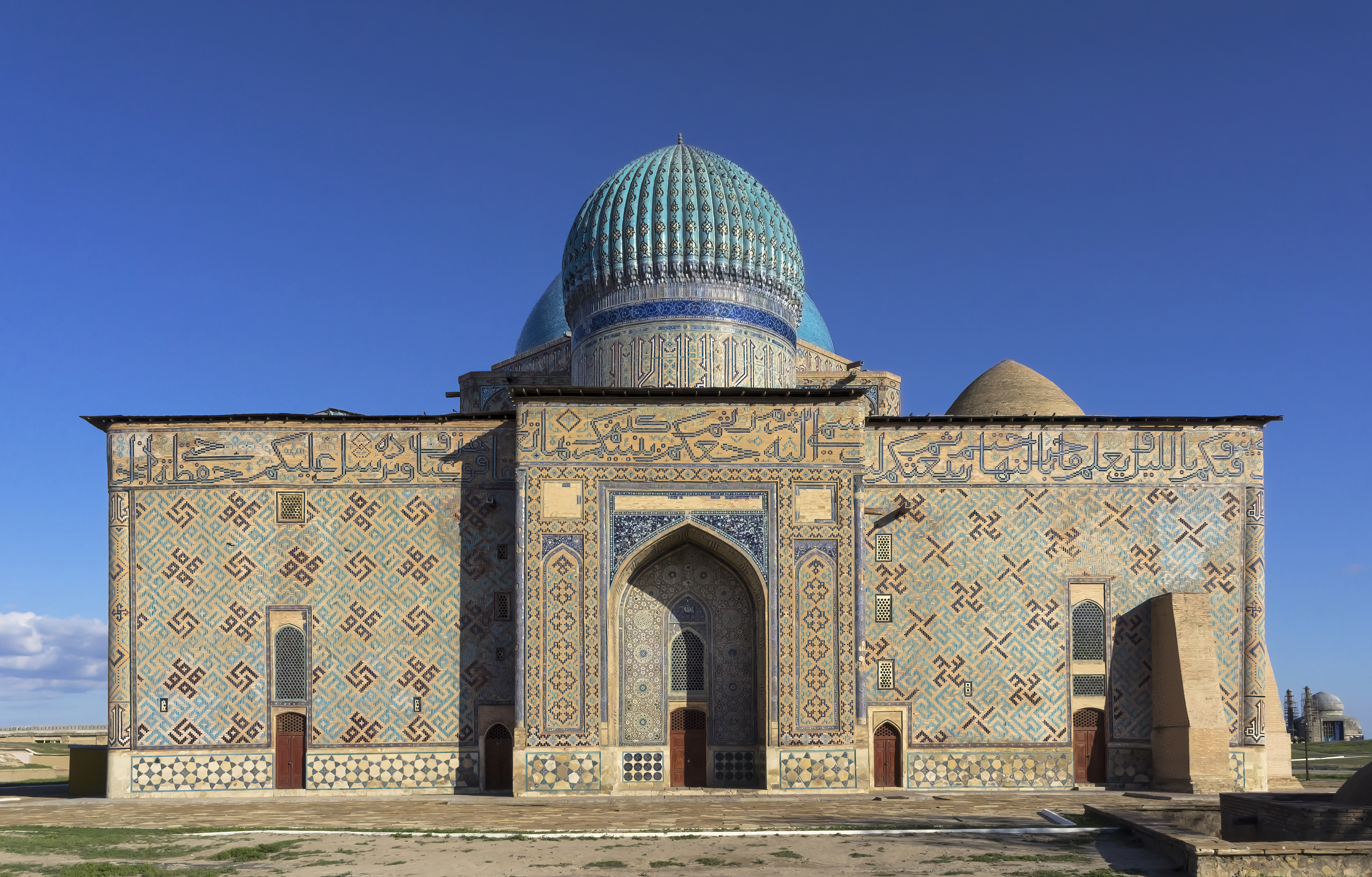
Mausoleu d'Ahmad Yasawi, a la ciutat de Turquestan

Turquestan o Turkistan (kazakh: Түркістан; uzbek: Turkiston), anteriorment Turkestan (rus: Туркестан) o fins i tot Yassy, és una ciutat del sud del Kazakhstan, prop del riu Sirdarià (a uns 30 km). La seva població, al cens del 1999, era de 85.600 habitants amb un increment del 10% en els deu anys darrers (1989-1999); la segona ciutat amb un creixement més ràpid, després d'Astanà.

## Història

### Origen
Existia al segle IV i durant la dinastia Han podria haver estat Beitan, la capital d'estiu de l'antic Kangju (康居), esmentat al Hanshu. La ciutat s'identifica amb l'antiga Shawghar (Shavgar o Shaugar) de la que no s'ha trobat cap rastre. El 903 els turcs foren atacats a la regió pel samànida Ismail ibn Ahmad (892-907). Els geògrafs àrabs i perses com al-Muqaddassí i Ibn Hàwqal, l'esmenten al segle x; el segon diu que el príncep samànida Nasr II ibn Àhmad (914-943) va fer una expedició a la ciutat amb un exèrcit de 300.000 homes que sembla exagerat. Encara al segle xii és esmentada per al-Samani com a zona fronterera amb els turcs mentre que al segle xiii Yakut ja la descriu com a ciutat turca.
El nom de Yasi o Yassi (Yasy o Yassy) ja s'utilitzava al segle xii. Al segle xiii Yasi era un poble petit que va adquirir un gran desenvolupament mercès al xeic Ahmad Yasawi (Ata Yasevi en turc) que va fundar la confraria sufita dels Yasawiyya i va morir allí el 1666/1667; la tradició li atribueix la conversió dels turcs a l'islam. Tamerlà hi va fer construir un mausoleu al final del segle xiv. En aquest segle l'esmenta el Zafar-nama de Yazdi.

### Com a Turkistan
Al segle xv va canviar el nom de Yasi pel de Turkistan mentre el mausoleu era anomenat Hadrat-i Turkistan (o Hazrat-i Turkistan, que vol dir "El sant o el Beneit de Turkistan) i era lloc de pelegrinatge i s'hi enterraven els sahykhs musulmans i després els kans uzbeks shibànides i els kans kazakhs. Al final del segle xv se la disputaven els darrers timúrides de Transoxiana, els kans txagataïdes de Mogolistan (Yunas Khan i Mahmud Khan), els kans kazakhs i els kan uzbek Muhammad Xaibani. Era possessió del timúrida Sultan Ahmad Mirza però en un conflicte amb el kan de Mogolistan, Mahmud Khan, aquest va conquerir la ciutat (vers 1489). Xibani que havia passat al seu servei el 1488 va rebre el govern de Yasi com a recompensa pels seus serveis. Això va molestar molt a Djanibek Khan i Karai Khan, els kans kazakhs, ja que Yasi havia estat part del seu patrimoni originari; els dos kans van iniciar la guerra per recuperar-la. Mahmud va ajudar a Xibani amb tropes i també li van donar suport antics servidors del seu avi; va tenir diversos xocs amb els kazakhs. Xaibani després d'assegurar totes les fortaleses de la zona va marxar a Sighnak on va lluitar amb Burunduk Khan, el nou kan dels kazakhs. Finalment Mahmud va recuperar Yasi i va cedir a Xibani la ciutat de Otrar; just llavors la població de Sabran (Àsia central) va expulsar al governador Kul Muhammed Terkhan i es va sotmetre a Mahmud Sultan, germà de Xibani, i tota la regió va reconèixer l'autoritat dels dos germans. Els kazakhs van atacar Sabran i els habitants es van apoderar de Mahmud Sultan a traïció i es van rendir a Kasim (després Kasim Khan), la mare del qual era germana de la mare de Mahmud. Kasim el va retenir un temps i després el va enviar sota escorta a Suzak, però pel camí Mahmud va poder fugir i reunir-se amb el seu germà a les muntanyes Ugusman, retornant junts a Otrar. Poc després Burunduk Khan va atacar Otrar, però al cap d'uns dies es va ajustar la pau. Vers 1490 Xibani es va dirigir a Yasi que estava governada (en nom del kan Mahmud Khan) per Muhammad Masud Terkhan (o Tarkhan) que fou fet presoner i enviat a Otrar. Davant això Mahmud Khan de Mogolistan va marxar en ajut del seu governador i Xibani va alliberar a Tarkhan i el va enviar a Samarcanda. Mahmud Khan va començar a considerar perillós a Xibani i es va aliar als kazakhs en contra seva; van tenir por d'atacar a Xibani a Yasi però van assetjar al seu fill Muhammad Timur Sultan a Otrar; aquesta atac fou rebutjat. Poc després Burunduk Khan donava la mà de dues germanes al fill i al germà de Xibani restablint així les relacions; al final del segle Sighnak, Suzak i Sawran (Sabran) pertanyien als kazakhs i Otrar, Uzgend, Arkuk i Yasi o Turkistan pertanyien a Xibani.
El 1511 Turkistan fou refugi dels prínceps uzbeks després de la mort de Xibani a mans del xa safàvida Ismail I a la batalla de Merv (2 de desembre de 1510). El kan kazakh Tagir Khan hi hauria mort vers el 1533 però altres fonts diuen que va morir més tard miserablement entre els quirguisos. Turkistan va restar en mans dels uzbeks shibànides i després del 1598 dels astrakhànides. El 1583 la va atacar el kazakh Tevkel Khan; no se sap quan va passar a mans dels kazakhs però fou probablement sota Ishim Khan en la victòria d'aquest del 1621 si és que no la van conquerir abans. A la mort del kan Yahangir Khan (1652 en combat contra els dungars o sungars o dzungars segons unes fonts; vers 1680 segons unes altres) fou enterrat a la ciutat en què hauria residit habitualment; el va succeir el seu fill Tiavka Khan (Tawke Khan) que va seguir residint a Turkistan. El 1694 una ambaixada russa procedent de Tobolsk va arribar a Turkistan (els russos l'anomenaven Turkestan) dirigida pels cosacs Fedor Skibin i Matvej Tročin i quatre anys després va rebre una ambaixada dels sungars, dzungars o dungars (oirats o calmucs). Al segle xvii Tiavka Khan ja no era reconegut com a autoritat suprema dels kazakhs; el 1717 el seu successor Kaip Khan es va sotmetre a Rússia. El 1723 els oirats van ocupar la ciutat al mateix temps de Sayram i Taixkent; després de la derrota dels oirast o dzungars el 1758, Turkestan va ser ocupada pels xinesos fins al 1760; quatre seccions independents de kazakhs es van apoderar del territori i una d'ellds, la de Shaykantawr, dominava el territori el 1780. Yunus Khan Khoja que fou kan dels Shaykantawr i de Taixkent (vers 1784) va governar fins vers 1799 i llavors va seguir el seu fill Sultan Khoja (vers 1799 - 1809); els dos es van reconèixer vassalls de Bukharà; Alim Khan es va apoderar de Taixkent el 1809, però el kanat kazakh va subsistir a Turkestan amb Tozay Khan fins a la conquesta per Muhammad Umar Khan de Kokand el 1814 o 1815.
El segle xix fou un temps de decadència general per Turkestan com per altres ciutats del Sirdarià (decadència ja iniciada al segle xviii); la vida sedentària va disminuir en favor de la nòmada i la crisi econòmica fou general, en part causada per l'emigració d'uzbeks però també per altres causes. El desembre de 1864, després de tres dies de combats, fou sotmesa pels russos (un batalló de cosacs de l'Ural dirigits pel tinent Verevkin) en la seva guerra contra el kanat de Kokand. Llavors tenia 5.000 habitants. Fou part de l'oblast de Syr-Darya dins dels govern general del Turquestan (creat el 1867). Al cens de 1897 hi havia 11.253 habitants dels quals 8.940 uzbeks (79,45%), 1.415 kazakhs (kara kirguís al cens, un 12,57%) i 312 russos (2,77%). Al cens de 1910 es comptaven 13.514 habitants. El 1917 fou part del govern de Kokand i després de la república de Turquestan (soviètica, soviètica autònoma, socialista soviètica i socialista soviètica autònoma); fou incorporada a la República Socialista Soviètica Autònoma dels Kazakhs (o del Kazakhstan) l'abril de 1925.
Va arribar als 77.000 habitants el 1987. Després de la independència del Kazakhstan el 1991 el govern va dedicar atenció a la ciutat; un programa de restauració del mausoleu, finançat per Turquia, es va portar a terme, que també va finançar una universitat turca-kazakh i un hotel. Avui dia és una ciutat que rep milers de peregrins i considerada una ciutat tant santa com la Meca.